# 珍·羅素
厄妮絲汀·珍·潔若婷·羅素（英語：Ernestine Jane Geraldine Russel，1921年6月21日—2011年2月28日），生於明尼蘇達州伯米吉（Bemidji），美國著名電影女明星，1940年代至1950年代好萊塢著名性感偶像。

## 生平
1940年，珍·羅素與霍华德·休斯簽下七年的合約，在電影《不法之徒》（The Outlaw）中擔任女主角，開始在好萊塢走紅。

## 作品
- 《亡命之徒》(The Outlaw)[1]
- 《紳士愛美人》（Gentlemen Prefer Blondes）[1]